# Robert Jenson

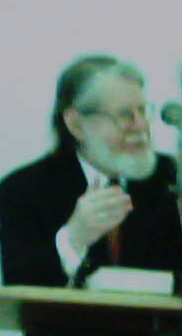
Robert W. Jenson

Robert William Jenson (Eau Claire (Wisconsin), 2 augustus 1930 – Princeton (New Jersey), 5 september 2017) was een vooraanstaand Amerikaans luthers en oecumenisch theoloog en heeft als professor een lange carrière in de theologie en in de filosofie doorlopen. 

## Loopbaan
Als auteur en (mede)redacteur heeft hij een groot aantal artikelen en boeken op zijn naam staan. Zijn bekendste werken zijn Triune Identity; God According to the Gospel (1982), America’s Theologian; A Recommendation of Jonathan Edwards (1988), Systematic Theology, Volume 1: The Triune God (1997) en Systematic Theology , Volume 2: The Works of God (1995). Jenson is mededirecteur en medeoprichter van het Center for Catholic and Evangelical Theology en mederedacteur van het daaraan verbonden tijdschrift Pro Ecclesia.
Jenson groeide op in een orthodox luthers gezin. Hij bezocht Luther College, waar hij Blanche Rockne ontmoette met wie hij later trouwde. Hij was van 1951-1955 student aan Luther Seminary in Saint Paul (Minnesota). Als assistent van Herman Preus behoorde hij tot de theologische minderheid in een piëtistisch en tamelijk behoudend milieu. Van 1955-1957 doceerde hij aan zijn oude Luther College. In 1959 promoveerde hij aan de Universiteit van Heidelberg bij Peter Brunner op de verkiezingsleer van Karl Barth. In Heidelberg werd hij vrienden met zijn oude schoolgenoot Carl Braaten die later zijn belangrijkste theologische metgezel zou worden. 
Hij keerde terug naar Luther College en kwam steeds meer bekend te staan als de “barthiaan met een scherp luthers randje”. In dezelfde tijd raakte hij echter ook steeds meer betrokken bij het denken van rooms-katholieke (Ratzinger, von Balthasar) en orthodoxe (Zizioulas, Lossky) theologen. Op een slecht moment raakte Jenson in opspraak. Door een belangrijk deel van de leiding van de godsdienstfaculteit en enkele anderen werd hij beschuldigd van ketterij. Het kwam aan op een confrontatie die resulteerde in het vertrek van het grootste deel van de leiding. In de jaren erna was Jenson betrokken bij het vormen van een nieuwe godsdienstfaculteit. 
In 1965 werd hij Dean en Tutor van de lutherse studenten aan het Mansfield College van de Universiteit van Oxford, waar hij diepgaand beïnvloed werd door het Anglicanisme en de oecumenische beweging. De tijd in Oxford was een creatieve periode. Zijn werk uit die tijd liep op belangrijke onderdelen parallel met de Duitse "theologie van de hoop" (Moltmann, Pannenberg). In Oxford was hij ook als supervisor betrokken bij de dissertatie van Colin Gunton. 
In 1968 keerde hij terug naar de VS om te doceren aan het Lutheran Seminary in Gettysburg (Pennsylvania), waar hij uiteindelijk twintig jaar is gebleven. In de jaren in Gettysburg werd hij een vooraanstaand theoloog van de oecumene. Hij was deelnemer aan de luthers–episcopaalse dialoog en als adviseur betrokken bij de internationale Rooms-katholiek–lutherse dialoog. Daarnaast verdiepte hij zich in de denkwereld van de oude kerkvaders. 
Halverwege de jaren tachtig werd hij een van de bekendere figuren in de vernieuwing van de trinitarische theologie. Aan het eind van de jaren tachtig kwam zijn bekende werk over Jonathan Edwards uit.
In 1988 vertrok hij naar St. Olaf College in Northfield (Minnesota), waar hij in aan het begin van de jaren negentig samen met Carl Braaten het Center for Catholic and Evangelical Theology oprichtte. Beide delen van zijn Systematic Theology zijn in de jaren aan St. Olaf College uitgekomen. In 1998 ging hij met emeritaat en verruilde hij Northfield voor Princeton (New Jersey) waar hij tot 2003 Senior Scholar for Research was aan het Center of Theological Inquiry (gelieërd aan Princeton Theological Seminary). 
Robert Jenson en zijn vrouw woonden in Princeton, waar Jenson werkte aan een theologisch commentaar op het Bijbelboek Ezechiël (Brazos Theological Commentary on the Bible). Hij overleed daar in september 2017.
- Bibsys: 90365829
- Bibliothèque nationale de France: cb121584778 (data)
- CiNii: DA06496893
- Gemeinsame Normdatei: 122981200
- International Standard Name Identifier: 0000 0001 0903 7916
- Library of Congress Control Number: n50038537
- Nationale Bibliotheek van Letland: 000105188
- Bibliotheek van het Japanse parlement: 00684753
- Nationale Bibliotheek van Tsjechië: jcu2010579291
- Nationale bibliotheek van Australië: 53004894
- Nationale Bibliotheek van Israël: 987007263306005171
- Nederlandse Thesaurus van Auteursnamen: 075147300
- Réseau des bibliothèques de Suisse occidentale: 02-A003424524
- Système universitaire de documentation: 030101255
- Virtual International Authority File: 56648749
- WorldCat: E39PBJwxJ9CR94kcKrDVPg8cT3